# Vale do Javari

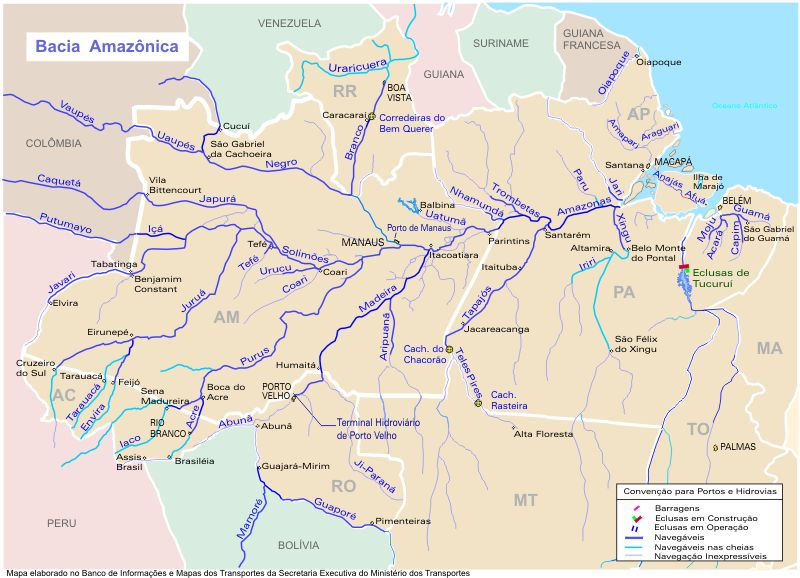
De staat Amazonas met linksmidden de locatie van de Javari

De Vale do Javari (Nederlands: Javarivallei) is een van de grootste inheemse gebieden (TIs) in Brazilië. Met een oppervlakte van 85.444,82 km² is dit een gebied dat groter is dan Oostenrijk.

## Beschrijving
Het gebied is vernoemd naar de Javari, de belangrijkste rivier van de regio, die sinds 1851 de grens vormt met Peru. Het omvat een groot deel van de gemeenten Atalaia do Norte en Guajará en aangrenzende gebieden in het westelijke deel van de staat Amazonas. Naast de Javari wordt het gebied ook doorsneden door de rivieren Pardo, Quixito, Itaquai en Ituí.
Het gebied werd als TI afgebakend door een decreet van president Fernando Henrique Cardoso op 2 mei 2001.

## Inwoners
Het gebied is de thuisbasis van meer dan 3000 inheemse bewoners van Brazilië, waaronder de Matis, de Matsés, de Kulina, de Kanamari en de Mayoruna. De geïsoleerd levende Indianen worden geschat op meer dan 2.000 mensen die tot tenminste14 stammen behoren.

## Media
De Vale do Javari is de setting van The Unconquered:In Search of the Amazon's Last Uncontacted Tribes (2011) door National Geographic-schrijver  Scott Wallace. Dit boek beschrijft een 76-daagse expeditie in 2002 onder leiding van Sydney Possuelo op zoek naar het "Pijlvolk", een geïsoleerde stam.

Een rapport in 2009, van Survival International, een actiegroep die het opneemt voor de inheemse bevolking, geeft aan dat de inheemse volksstammen die rond de Pardo rivier en de Envira rivier (Peru) wonen, in gevaar zijn door de illegale kap van hardhout.